# Pontyfélék
A pontyfélék (Cyprinidae) a csontos halak (Osteichthyes) főosztályának sugarasúszójú halak (Actinopterygii) osztályába és a pontyalakúak (Cypriniformes) rendjébe tartozó család.

## Leírás
A pontyfélék igen gazdag halcsalád, fajaik száma eléri az 1500-at. Tipikusan édesvíziek, ritkán fordulnak elő sóssal keveredő (brack) vagy sós vizekben. A fajok száma Délkelet-Ázsiában a legnagyobb, itt nagy hagyományai vannak az édesvízi haltenyésztésnek és nemesítésnek. Gondoljunk csak az aranyhalra, amely az ezüstkárász (Carassius auratus), vagy a koi díszpontyra, amely a ponty (Cyprinus carpio) nemesített változata. Alakjukra általánosan a viszonylag magas hát jellemző. Többnyire növényekkel, vízirovarokkal, rovarlárvákkal és csigákkal táplálkoznak, de egyes képviselőik áttértek a ragadozó életmódra is. A Kárpát-medencében sok pontyféle fordul elő, faj és egyedszámban uralnak szinte minden édesvizet. Gazdasági jelentőségük nagy, egyesek haltakarmányként, mások emberi táplálékként jelentősek. Sokukat tógazdaságokban mesterségesen szaporítják és nevelik, amiben magyar kutatók is jelentős eredményeket értek el (Jaczó, Woynárovich, Horváth, Tölg).

## Rendszerezés
A rendbe az alábbi alcsaládok tartoznak:
- Acheilognathinae
- Alburninae
- Barbinae
- Cultrinae
- Cyprininae
- Danioninae
- Gobioninae
- Labeoninae
- Leuciscinae
- Rasborinae
- Schizothoracinae
- Squaliobarbinae
- Tincinae
- Xenocyprinae

### Alcsaládokba nem sorolt nemek
| - Stypodon (Garman, 1881) - † Stypodon signifer (Garman, 1881) IUCN Extinct 1996 - Schizocypris (Regan, 1914) - Mandibularca (Herre, 1924) - Pseudobrama (Bleeker, 1870) - Paracanthobrama (Bleeker, 1865) - Securicula (Günther, 1868) - Paracrossochilus (Popta, 1904) - Pseudopungtungia (Mori, 1935) - Mekongina (Fowler, 1937) - Paralaubuca (Bleeker, 1865) - Mesobola (Howes, 1984) - Parapsilorhynchus (Hora, 1921) - Sinilabeo (Rendahl, 1932) - Sinocrossocheilus (Wu, 1977) - Paraspinibarbus (Chu & Kottelat, 1989) - Ptychidio (Myers, 1930) - Parator (Wu & Yang & Yue & Huang 1963) - Metzia (Jordan & Thompson, 1914) - Spinibarbus (Oshima, 1919) - Pectenocypris (Kottelat, 1982) - Neobarynotus (Banarescu, 1980) - Rastrineobola (Fowler, 1936) - Yaoshanicus (Lin, 1931) - Percocypris (Chu, 1935) - Nematabramis (Boulenger, 1894) | - Plagiognathops (Berg, 1907) - Neobola (Vinciguerra, 1895) - Typhlobarbus (Chu & Chen, 1982) - Pogonocharax (Regan, 1907) - Oreichthys (Smith, 1933) - Rohteichthys (Bleeker, 1860) - Toxabramis (Günther, 1873) - Sanagia (Holly, 1926) - Xenobarbus (Norman, 1923) - Ospatulus (Herre, 1924) - Scaphesthes (Oshima, 1919) - Prolabeops (Schultz, 1941) - Procypris (Lin, 1933) - Sawbwa (Annandale, 1918) - Osteochilichthys (Hora, 1942) - Prolabeo (Norman, 1932) - Pogobrama (Luo, 1995) - Pararhinichthys (Stauffer, Hocutt & Mayden, 1997) - Troglocyclocheilus (Kottelat & Bléhier, 1999) - Placogobio (Nguyen, 2001) - Qianlabeo (Zheng & Chen, 2004) - Nipponocypris (Chen, Wu & Hsu, 2008) - Mesopotamichthys (Karaman, 1971) - Discocheilus (Zhang, 1997) - Chelaethiops (Boulenger, 1899) |